# Wymian

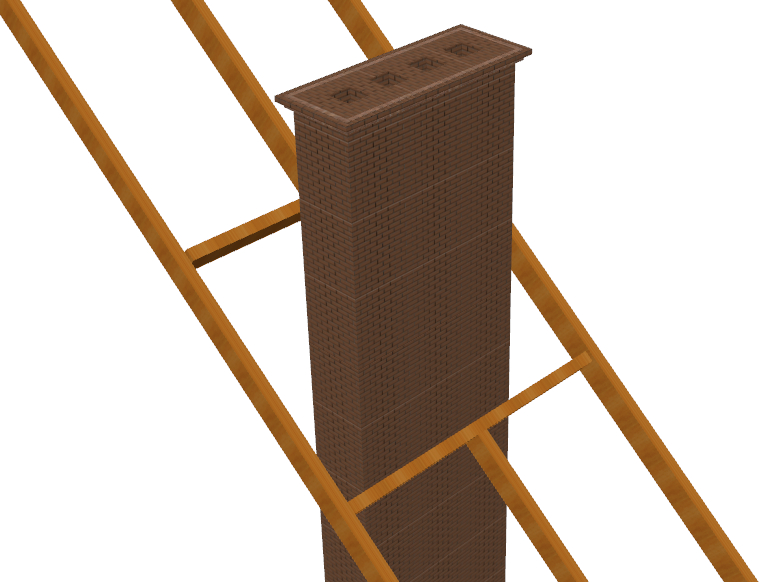
Wymian kominowy

Wymian – poprzeczna belka pośrednicząca w przekazywaniu obciążeń ze skróconych zasadniczych belek konstrukcyjnych. Stosowana głównie przy elementach wystających ponad dach lub otworach dachowych.

## Przykłady użycia
- Krótka belka ustawiona poprzecznie do krokwi, stanowiąca oparcie dla krokwi kulawej (krokwi wyciętej), lub okna połaciowego, stosowana w celu uzyskania otworu w połaci dachowej większego niż odległość między krokwiami[2];
- Elementy poprzeczne łączące belki stropowe oraz wiązary w wiązaniach wolnych[3];
- Odsunięcie belek od komina ze względu bezpieczeństwa przeciwpożarowego[4].